# Ahmed Abdallah
Ahmed Abdallah Abderemane (en árabe: أحمد عبد الله عبد الرحمن‎, Ahmad Abd Allah Abd ar-Rahman; Domoni, Anjouan; 12 de junio de 1919-Moroni, 26 de noviembre de 1989) fue un político comorense y presidente de las Comoras desde el 25 de octubre de 1978 hasta su muerte.

## Vida antes de la presidencia
Abdallah nació en Domoni, localizada en la isla de Anjouan. Comienza su participación en el gobierno en la década del 40, mientras las Comoras aún era parte de Francia; en particular, llegó a ser Presidente de su consejo general desde 1949 hasta 1953, pasando a ser Presidente de la Cámara de Diputados durante 1970.

## Primer mandato presidencial
En 1972, como líder de su partido político (Unión Democrática de las Comoras o UDC), llega a ser presidente del Consejo de Gobierno y Jefe de Gobierno de las Comoras, cargo que ostentó hasta el 6 de julio de 1975, cuando las islas alcanzaron su independencia de Francia (exceptuando Mayotte, que votó por mantenerse como francesa).
En este contexto, Abdallah pasa a convertirse en el primer presidente de las islas independientes, hasta su derrocamiento por Said Mohamed Jaffar vía golpe de Estado el 3 de agosto de 1975. Jaffar por otro lado, sería posteriormente derrocado por Ali Soilih en 1976.

## Segundo mandato presidencial
Abdallah, (que había estado viviendo en el exilio en París, Francia) llevó a cabo un golpe de Estado en contra de Soilih en 1978 con la ayuda del mercenario Bob Denard. Luego Said Atthoumani asume como "Presidente del Directorado Político-Militar" por diez días, mientras que Abdallah y Mohamed Ahmed asumieron la copresidencia; el 22 de julio en tanto, sus títulos fueron cambiados como "Co-Presidentes del Directorado" y el 3 de octubre, Abdallah pasa a ser el único titular; finalmente, el 25 de octubre, asume el título de presidente y se mantiene e el cargo hasta su muerte, a pesar de la existencia de tres intentos golpistas en su contra.
En 1982, Abdallah abolió todos los partidos políticos de las Comoras, incluyendo a la UDC, creando un referente político nuevo agrupado en la Unión Comorense para el Progreso (UCP), el único partido legalmente permitido; así, el país pasa a ser un estado unipartidista.
En 1984 es reelegido sin oposición, mientras que en 1989 se asegura -vía referéndum popular- la posibilidad de optar a un tercer mandato, sin embargo, el 26 de noviembre de dicho año es asesinado en su despacho en la capital Moroni en confusos incidentes, siendo sucedido automáticamente por Haribon Chebani, presidente de la Corte Suprema; cabe indicar que el 29 de noviembre un golpe de Estado liderado por el medio hermano de Ali Soilih, Said Mohamed Djohar, saca del cargo a Chebani, tomando posesión como nuevo presidente del país.